# Азем Галіца
Азем Бейта (алб. Azem Bejta), широко відомий як Азем Галіца (алб. Azem Galica; 1889, Галіца, Дреніца — пом. 15 липня 1924, Юнік) — албанський націоналіст, глава повстанців-качаків і збройної боротьби за возз'єднання Косово з Албанією у 1915–1924 рр.

## Біографія
Він був сином Бейти Галіци, який був убитий під час повстання проти Османської імперії. Азем у 1910 році приєднався до партизанів, які воювали проти турків у Косово.
Був одним з лідерів опору сербській владі у Косово під час Балканських воєн та раннього етапу Першої світової війни. Взимку 1915 року серби були витіснені австро-угорською і болгарською арміями. Качаки почали війну з окупантами, але після того, як австро-угорська влад відкрила 300 албанських шкіл, гарантувала албанцям право на носіння прапора і повагу з боку австро-угорців до традицій, звичаїв і християнської і мусульманської культури Косово, Галіца визнав їх владу.
У 1918 році армія Королівства сербів, хорватів і словенців витіснила війська Центральних держав з Косово, Азем Галіца знову почав здійснювати диверсії проти армії і поліції Югославії.
У грудні 1918 року у Шкодері був створений Національний комітет з оборони Косово на чолі з майбутнім прем'єр-міністром Албанії Хасаном Пріштіною і Галіцею. Метою Комітету було возз'єднання албанських земель та координування дій руху качаків на чолі з Галіцею у боротьбі проти включення Косова до складу молодого Королівства сербів, хорватів і словенців, чи Югославії. Основна боротьба розгорнулася у Дреніці, де було зосереджено близько 10 000 повстанців.
Азему Галіці вдалося створити буферну зону під назвою «Маленька Арберія» у Юніку, Західне Косово. Однак, армія Югославії незабаром придушила опір повстанців у Юніку. Азем Галіца був смертельно поранений у бою і помер 15 липня 1924 року. Його дружина, Шоте, і після смерті Галіци продовжила боротьбу, приймаючи на себе керівництво військами чоловіка.
Незабаром після смерті Галіци в Албанії прийшов до влади Ахмет Зогу, який розпустив Комітет і приглушив бунтівні настрої в Косово на багато років.